# Canadian Pacific Railway Telegraph
 (mars 2024).
Si vous disposez d'ouvrages ou d'articles de référence ou si vous connaissez des sites web de qualité traitant du thème abordé ici, merci de compléter l'article en donnant les références utiles à sa vérifiabilité et en les liant à la section « Notes et références ».

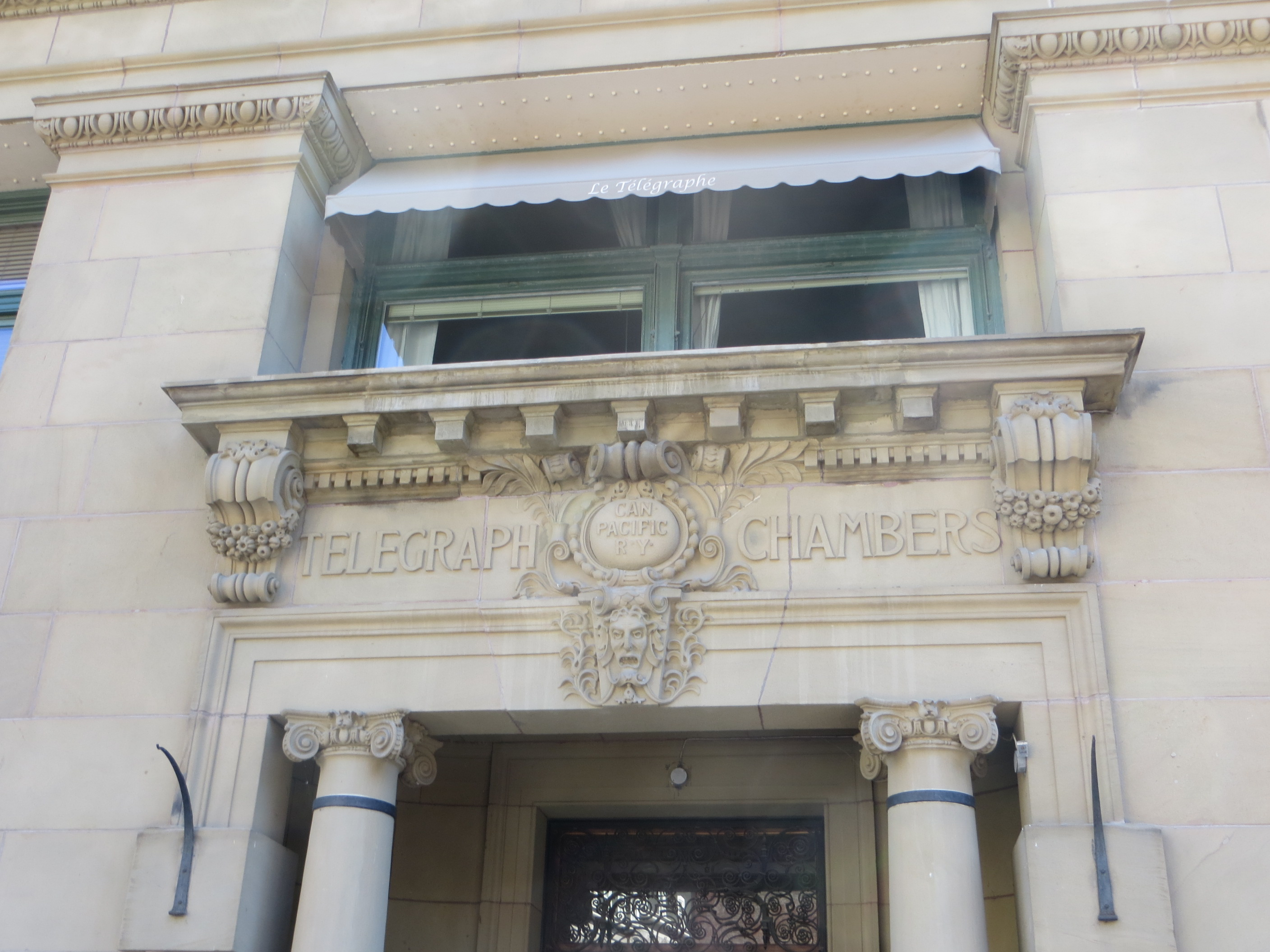
Édifice Canadian Pacific Railway Telegraph au Vieux-Montréal

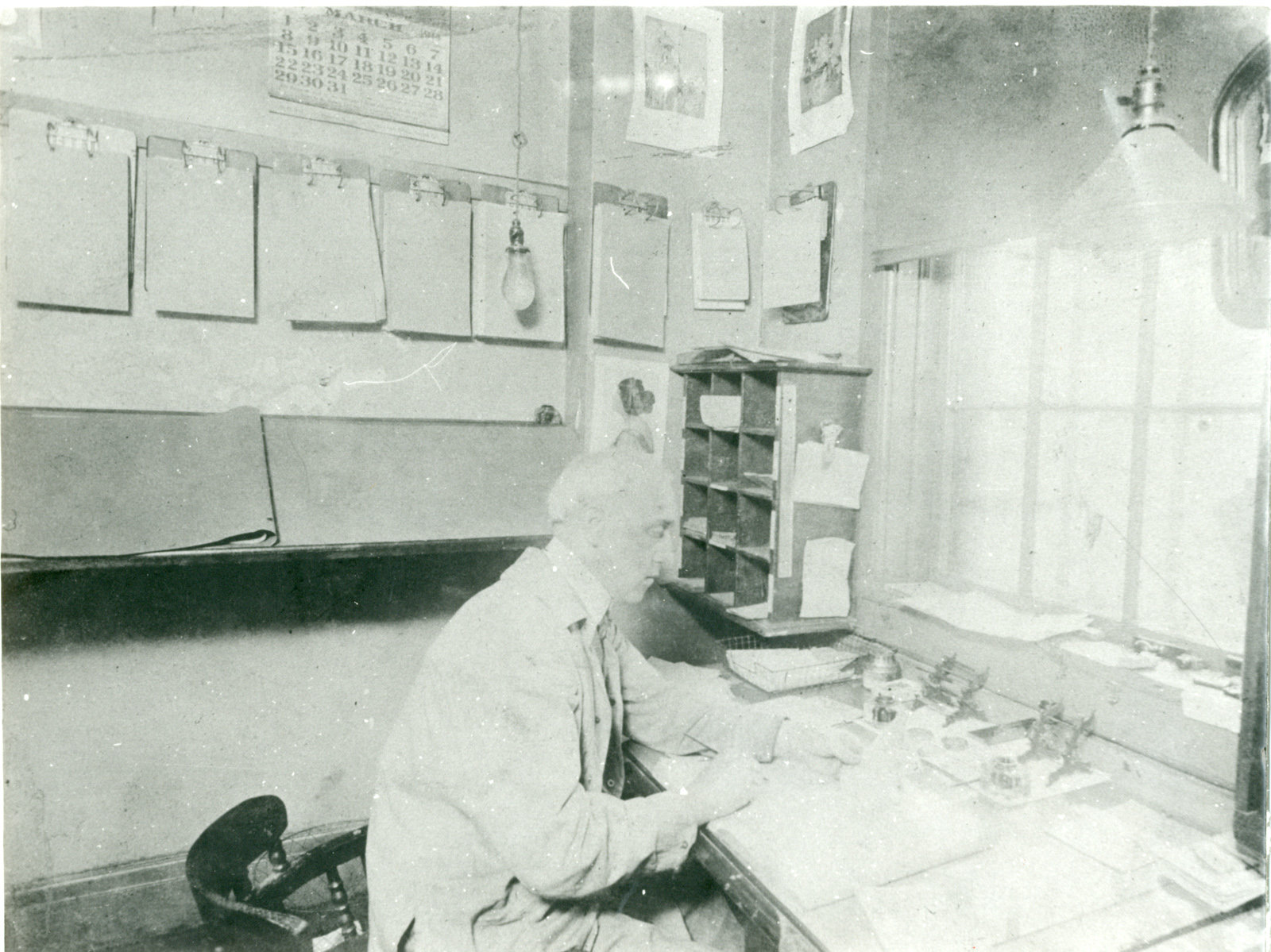
Bureau de CPR Telegraph à la gare de Schreiber, 1914.

La Canadian Pacific Railway Telegraph, fondée en 1888, était la principale compagnie de télégraphe canadienne, au début du XXe siècle, bâtie à partir de la compagnie ferroviaire Canadian Pacific Railway, les services télégraphiques étant installés le long de ses voies ferrées. Sa grande concurrente est la "Great Northwestern Telegraph".

## Histoire
La construction du chemin de fer transcontinental canadien, qui débute en 1875, s'était essentiellement effectuée entre 1881 et 1885, de Saint-Jean (Nouveau-Brunswick) à la Colombie-Britannique, d'un océan à l'autre jusqu'à Vancouver, pour en faire le principal port du littoral ouest canadien. Pour attirer la clientèle, le président de la société William Cornelius Van Horne mit en place de réseaux intégrant des terres agricoles et forestières, des élévateurs à grain, des minoteries, des installations portuaires, et des services de messagerie express et de télégraphe.
Ainsi, la filiale de la compagnie ferroviaire spécialisée dans le télégraphe transmet aux journaux des nouvelles du Canada  des nouvelles internationales fournies par l'agence de presse américaine Associated Press, un service qui est jugé étriqué et insuffisant par les journaux, amenant la création en 1903 de la Canadian Associated Press. De ce fait, jusqu'au début du XXe siècle, les quotidiens canadiens devaient emprunter encore abondamment aux journaux étrangers pour compléter leur offre en matière d'actualités internationales. Plus tard, en 1911, La Presse Canadienne, nouvellement formée, se porte garante du choix et de la réécriture des dépêches envoyées aux journaux canadiens, opérations que n'assumait pas la Canadian Pacific Railway Telegraph.